# Anorexia Nervosa (группа)
Anorexia Nervosa (с лат. — «Нервная анорексия») — французская симфоник-блэк-метал группа, основанная в городе Лимож в 1991 году. Коллектив изначально выступал под названием Necromancia. В 2005 году группа временно приостановила свою деятельность в связи с уходом вокалиста RMS Хрейдмарра (RMS Hreidmarr).

## История
Anorexia Nervosa (полное название Anorexia Nervosa — Nihilistic Orchestra (с англ. — «Anorexia Nervosa — нигилистический оркестр»)) была сформирована в 1991 году под названием Necromancia, в состав которого входили гитаристы Стефан Бейль (Stéphane Bayle) и Марк Забе (Marc Zabé), ударник Пьер Куке (Pierre Couquet), басист Нилькас Ван (Nilcas Vant) и вокалист Стефан Жербо (Stéphane Gerbaud). В качестве Necromancia они выпустили демо The Garden of Delight в 1993 году. Второе демо, выпущенное уже после смены названия, Nihil Negativum, дало Anorexia Nervosa место на андеграундной метал-сцене. Демо отличалось мрачной индустриальной атмосферой, которой позже был известен их дебютный альбом Exile. Во время концерта на юге Франции Майкл Бербериан с лейбла Season of Mist заметил группу и предложил им контракт на выпуск альбома. Exile был выпущен в 1997 году. Этот альбом был уникальным не только в истории группы, но и в самом жанре блэк-метала. Было продано 2400 копий альбома, что позволило получить доступ к более широкой аудитории и к серии концертов с Cradle of Filth, Absu, Misanthrope и другими.
Они покинули лейбл после выпуска Exile и заменили Жербо и Забе новыми вокалистом RMS Хрейдмарром (RMS Hreidmarr) и клавишником Небом Ксортом (Neb Xort). Затем они занялись новым, самопровозглашённым направлением «тёмного нигилистического метала» с очень быстрым, надрывным и мощно оркестрованным звуком, выпустив мини-альбом Sodomizing the Archangel, записанный в собственной студии Drudenhaus Studio и выпущенный лейблом Osmose Productions в 1999 году. За этим последовал второй полноформатный альбом Drudenhaus, который вышел в марте 2000 года и оказался для группы огромным успехом.
Дальнейшим развитием стиля стал их релиз 2001 года New Obscurantis Order, который оказался их самым революционным релизом на сегодняшний день, включающий в себя ещё более высокие скорости, более отточенные оркестровки и более резкое звучание. Они гастролировали по всей Европе с такими исполнителями, как Cradle of Filth и Rotting Christ, как признанная симфоническая блэк-метал группа. Затем Anorexia Nervosa взяла перерыв на три года, вернувшись с новым альбомом Redemption Process в 2004 году, вышедшем на Listenable Records. Примерно через год группа выпустила второй мини-альбом The September EP который включает в себя новую версию «Sister September», три кавер-трека и четыре концертных трека. Мини-альбом был выпущен в качестве «подарка» от группы, пока они не будут готовы к записи своего следующего студийного альбома.
20 декабря 2005 года было сообщено об уходе вокалиста RMS Хрейдмарр. Его заявление по этому поводу гласит:

Уйти из Anorexia Nervosa было определенно не самым простым делом, поскольку мы столько всего разделили за время, проведенное вместе, поскольку эта группа стала яркой частью моей повседневной жизни. В течение семи лет группа давала мне так много возможностей в музыкальном и человеческом планах и внесла большой вклад в то, кем я являюсь сегодня. Тем не менее, я искренне думал, что с альбомом Redemption Process я достиг конца своего личностного этапа, и теперь чувствую необходимость пойти другим путем. Я также абсолютно горжусь тем, чего мне удалось достичь с остальными участниками группы, которые всегда останутся моими лучшими друзьями, и я желаю им всего наилучшего в будущем.
Оригинальный текст (англ.)Leaving Anorexia Nervosa was definitely not the easiest thing to do as we've shared so much during our time together as this band had become a vivid part of my daily life. For seven years, the band has been giving me so many opportunities on a musical and human level and has heavily contributed to become the person I'm today. Still, I honestly thought I had reached the end of a personal era with the album 'Redemption Process' and I now feel the need to take a different path. I'm also absolutely proud of what I have been able to achieve with the rest of the band members who will always remain my best friends and I wish them the very best for the future.

Вскоре после этого оставшиеся участники группы провели прослушивание для нового вокалиста, но неспособность найти замену заставила гитариста Стефана Бейля перевести группу в «режим ожидания», опасаясь, что группа может стать «своего рода пародией» на саму себя. Спустя десять лет после начала их перерыва их будущее все ещё остаётся неясным.
После ухода из Anorexia Nervosa Хрейдмарр был вокалистом The Cosa Nostra Klub, блэк-индастриал-метал группы. Стефан Бейль и Неб Ксорт также играли в группе The Veil, как на их первом альбоме «Sleeping Among Serpents», выпущенном в 2006 году, так и в качестве сессионных музыкантов на их первых концертах. Неб Ксорт по-прежнему участвует в группе в качестве продюсера и участвовал в записи и сведении второго альбома The Veil Vestige в 2008 году и альбома Trance N Dance группы Ad Inferna в 2009 году. Бейль продюсировал второй альбом The Cosa Nostra Klub, L’Hymne la Joie в 2007 году.

## Состав

### Последний состав
- Стефан Бейль — гитара (1995—2005)
- Нилкас Вант — ударные (1995—2005)
- Пьер Коке — бас-гитара (1995—2005)
- Неб Ксорт — клавишные (1998—2005)

### Бывшие участники
- Марк Забе — гитара, клавишные (1995—1998)
- Стефан Жербо — вокал (1995—1998)
- «R.M.S.» (Rose Mother Sucking) Хрейдмарр (Николя Сен-Моран) — вокал (1998—2005)

## Дискография

### Полноформатные альбомы
- Exile (1997)
- Drudenhaus (2000)
- New Obscurantis Order (2001)
- Redemption Process (2004)

### Мини-альбомы
- Sodomizing the Archedangel (1999)
- The September EP (2005)

### Демо
- Nihil Negativum (1995)

### Сборник
- Suïcide Is Sexy (2004)